# Villa (épület)
A villa építészeti kifejezés, történelmileg egy nagy rezidencia, amely a mezőgazdasági tevékenységhez kapcsolódik. Elgondolása és funkciója jelentős fejlődésen ment keresztül feltalálása, a késői republikánus római kor óta.

## A római villa

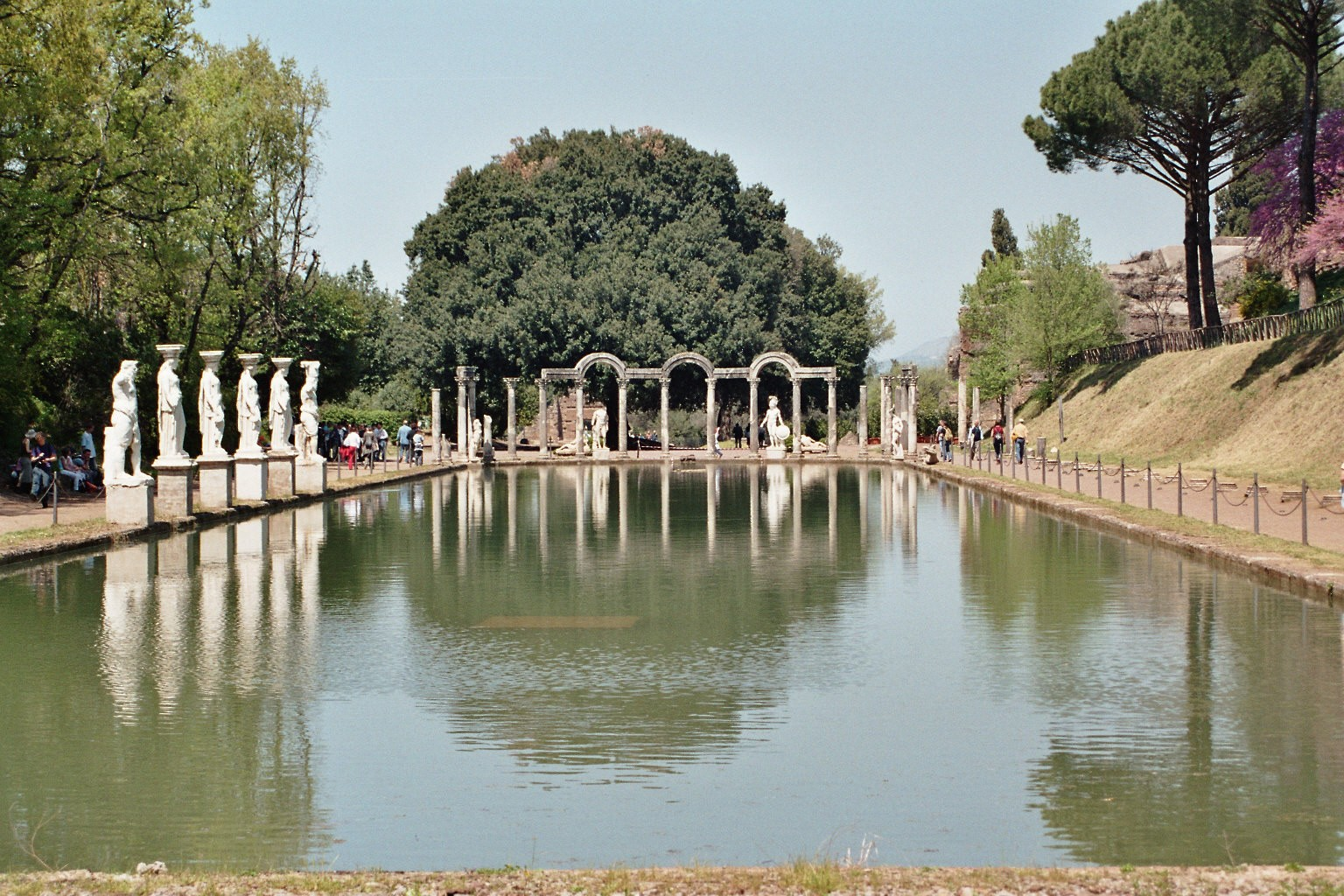
Hadrianus villája Tivoliban

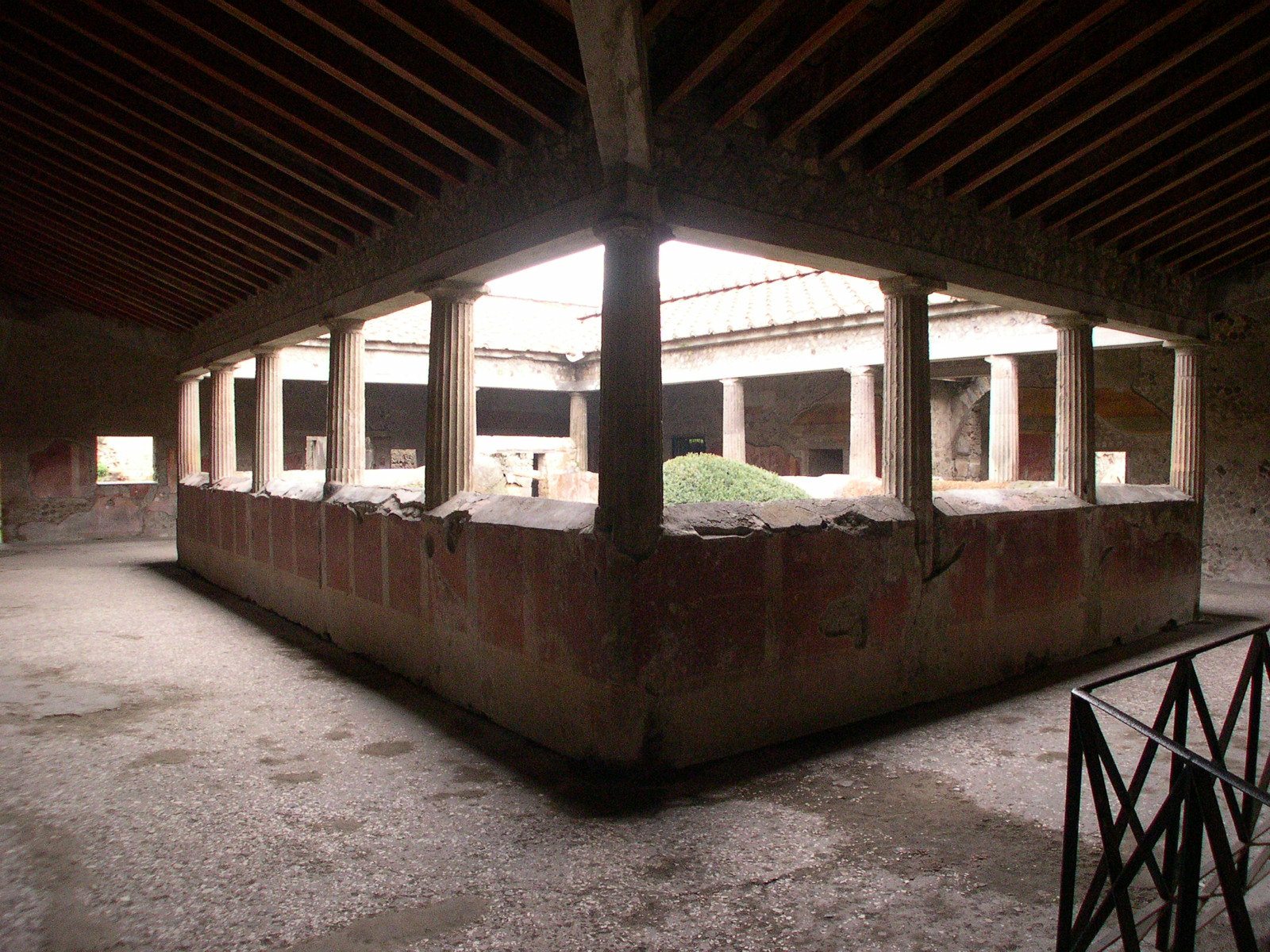
A pompeii Rejtélyek Villájanak perisztülionja

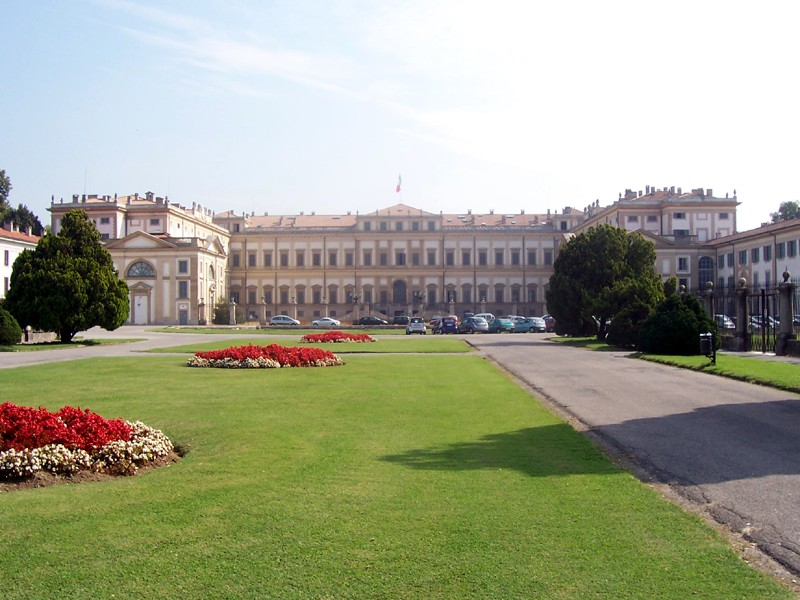
A monzai királyi palota, Giuseppe Piermarini nemesi neoklasszikus villája

A villa eredetileg egy vidéki római ház volt, amelyet a magasabb társadalmi osztályok számára építettek. Idősebb Plinius szerint kétféle villa létezik: a városi villa egy vidéki rezidencia, amely Rómából (vagy más városból) könnyen megközelíthető egy-két éjszakára, és a rusztikus villa, a farmfunkciójú rezidencia, amelyet állandóan a cselédek laktak, akik a szezonálisan igénybe vett villát körülvevő gazdaságot gondozták.
A Nápolyi-öböl közelében, különösen Capri szigetén a császári villáknak egy bizonyos koncentrációjuk volt; de nem hiányoztak a Monte Circeón és a régi tengerparton sem. A gazdag rómaiak a nyári hőség elől a Róma melletti dombokra menekültek, különösen Tivoliba (lásd Villa Adriana). Cicerónak állítólag nem kevesebb mint hét villája volt, amelyek közül a legrégebbi Arpinum közelében volt, amelyet örökölt. Az ifjabb Plinius három vagy négy villa birtokosa volt, amelyek közül leírásai alapján a legismertebb a laurentumi.
A római írók elégedetten mondják el villáik autonómiáját, ahol borukat itták és olajukat ütötték, ami a Római Birodalom egyre növekvő széttagoltságának tünete volt. Amikor a teljes és működő villákat a keresztény egyháznak adományozták, ezek szolgáltak a gótok és longobárdok invázióját túlélő kolostorok alapjául. Ezek figyelemre méltó példája a Monte Cassinó-i.
Angliában is alaposan feltárták a római villák maradványait. Itáliai társaikhoz hasonlóan azok is teljesen működő agrártársadalmak voltak, köszönhetően a szántóföldeknek, szőlőültetvényeknek, esetleg téglagyáraknak vagy kőbányáknak, és egy magas szintű parancsnoki központ körül létesültek, saját fürdőkkel és kertekkel. A nagy Woodchester-kúria megőrizte mozaikpadlóit, amikor az angolszász plébániatemplom (nem véletlenül) ugyanott épült. A templomudvarban a 18. századig folyó temetkezéseket az ép mozaikpadlókon keresztül kellett feltárni. A fishbourne-i római palota, egy rusztikus villa Chichester közelében, nem szokványos módon épült, nagy, nyitott téglalapként, árkádokkal körülvett kertekkel, és egy karzaton keresztül érhető el. A harmadik század vége felé a római városok Nagy-Britanniában megszűntek terjeszkedni: a birodalom központjához közeli patríciusokhoz hasonlóan a britanniai rómaiak is kivonultak a városokból villájukba, ami a villák életének „aranykora” volt.
Kétféle villaterv volt a római Britanniában jellemző a római villákra. A szokásosabb tágas szobaszárnyak mindegyike egy összekötő karzatra nyílik, amely derékszögben meghosszabbítható, akár egy udvart is körülzárva. A másik típusnak van egy bazilikaszerű folyosós főhajója, amely a tulajdonos bírói szerepét jelzi. A villaépületek gyakran önálló építmények voltak, amelyeket közös udvaruk kapcsolt össze. A kevésbé tekintélyes részek számára a villa faszerkezetekből, csapokkal és hornyokkal gondosan kiigazított, összefogott kőalapra készült; a szertartási részeknél a fát teljesen kicserélték kőre. Üveg- és ablakkeretek nyomai is előkerültek.

## A római kor utáni villa

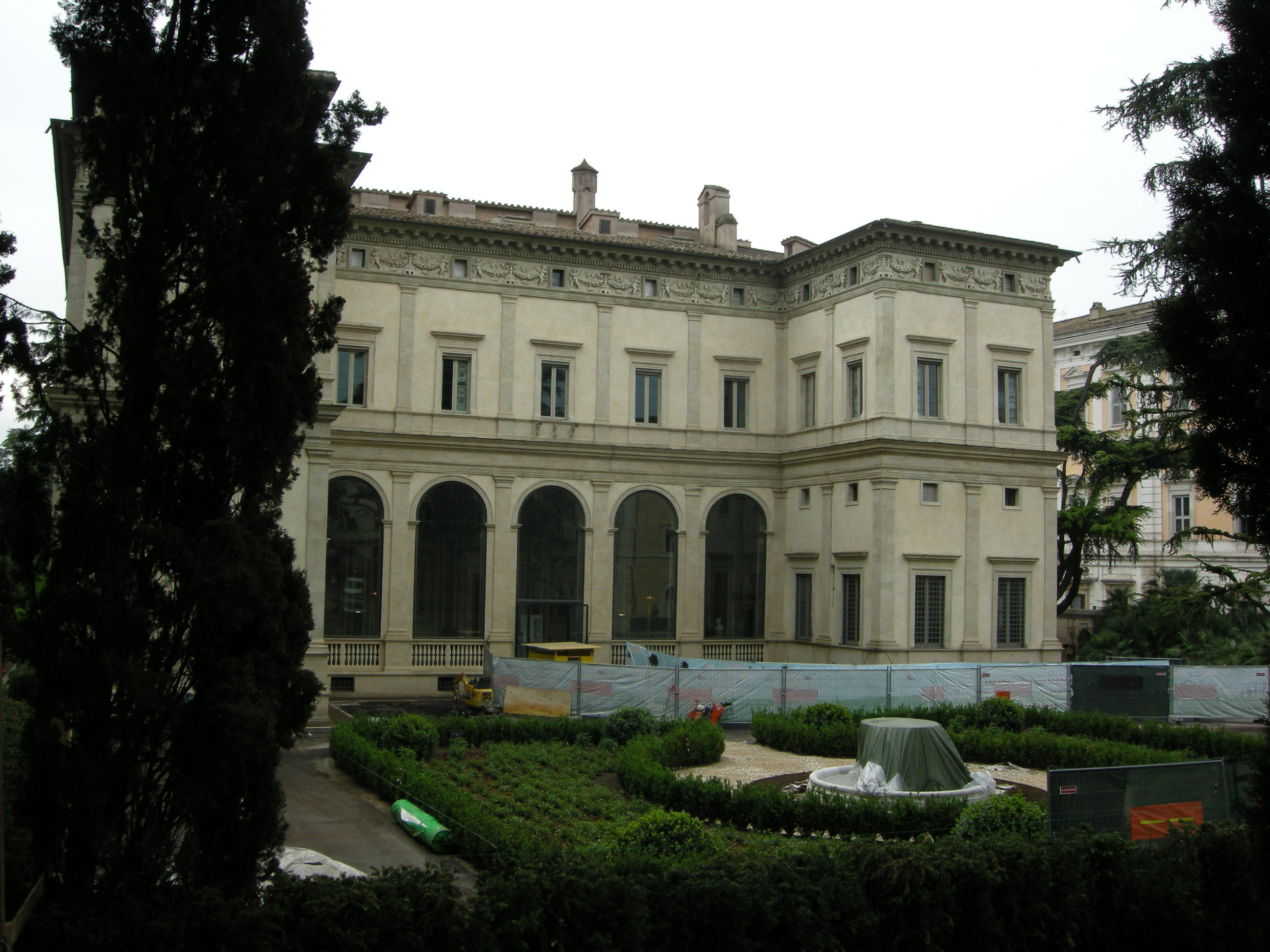
A Villa Farnesina Rómában, a 16. században épült Baldassare Peruzzi terve alapján, a római külvárosi villa prototípusaként

A római kor után ez a kifejezés egy önellátó, rendszerint megerősített farmot jelentett Itáliában vagy a gall-római területeken. Önellátó volt, mint egy falu, lakóit, akiket jobbágyként törvényileg köthettek hozzá, s parasztoknak vagy falusiaknak nevezték őket. A Meroving-frankok átvették ezt a koncepciót, de a francia kifejezés rá később a basti(de) volt.
Spanyolországban a villa olyan település, amelynek statútuma (fuero) kisebb, mint a városé (ciudad). Egy későbbi fejlődés folytán csupán a villák és a ciudadok megkülönböztetésül szolgált. Madrid egy Villa y Corte, de a sokkal kisebb Ciudad Realt ciudadnak nyilvánította a spanyol korona. A Villa (vagy származékai) számos spanyol helynév része, mint például a Vila Real és a Villadiego. Ha spanyol személynévhez társítják, akkor az valószínűleg inkább a vidék, mint a város tulajdonlásából származik.

## A reneszánszban

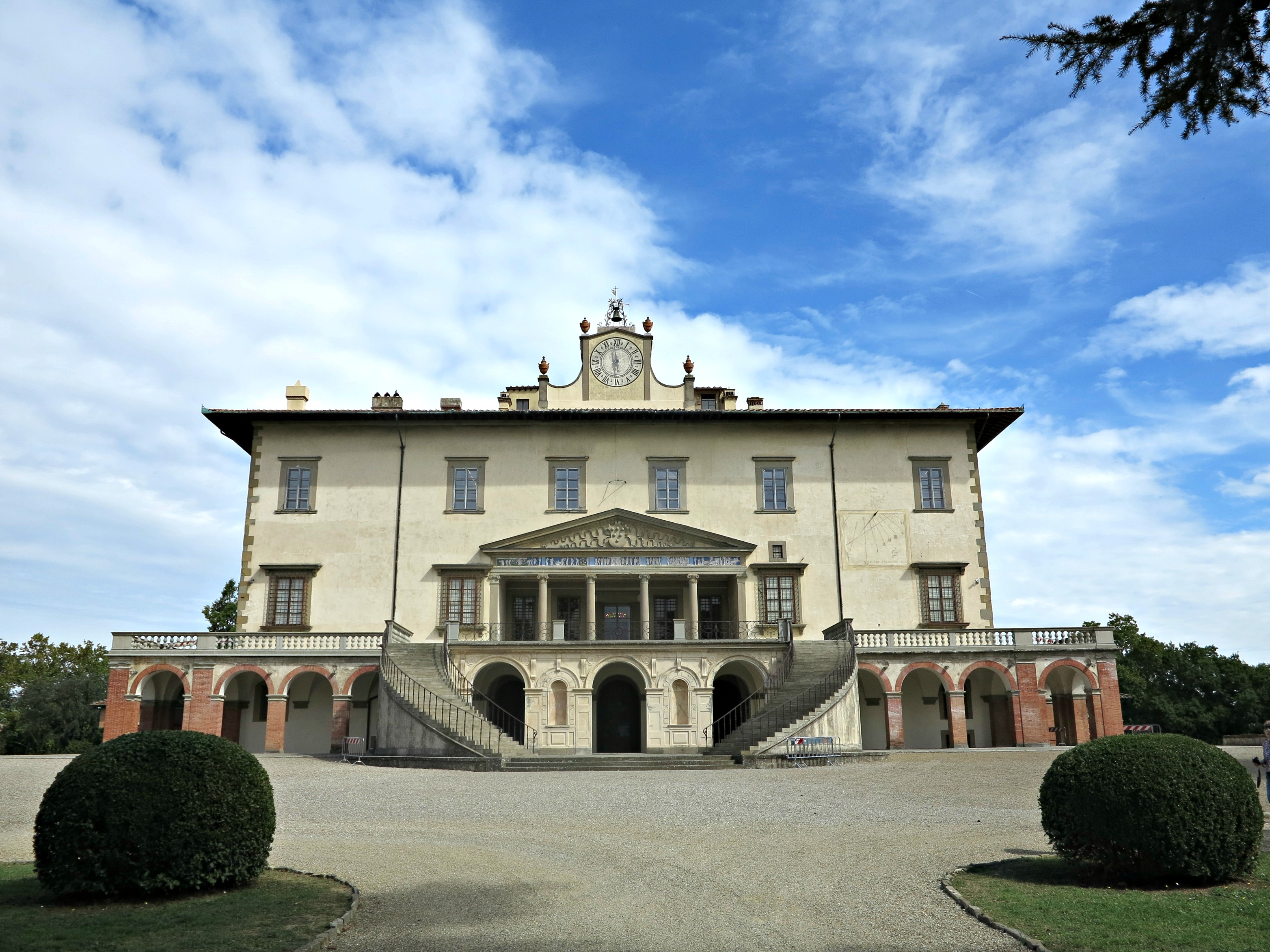
Medici-villa Poggio Caianóban

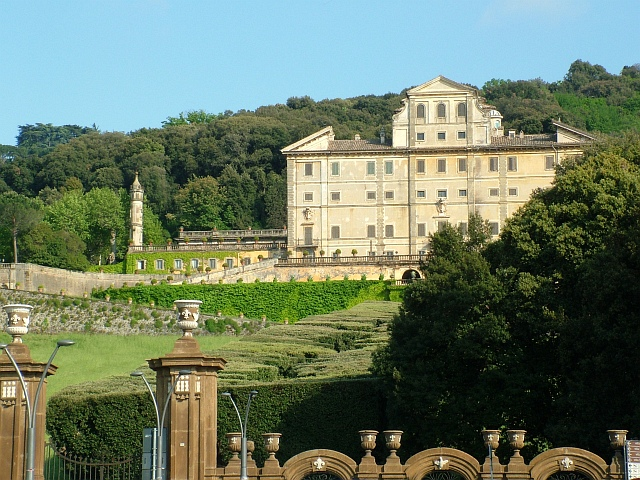
A Villa Aldobrandini (1592)

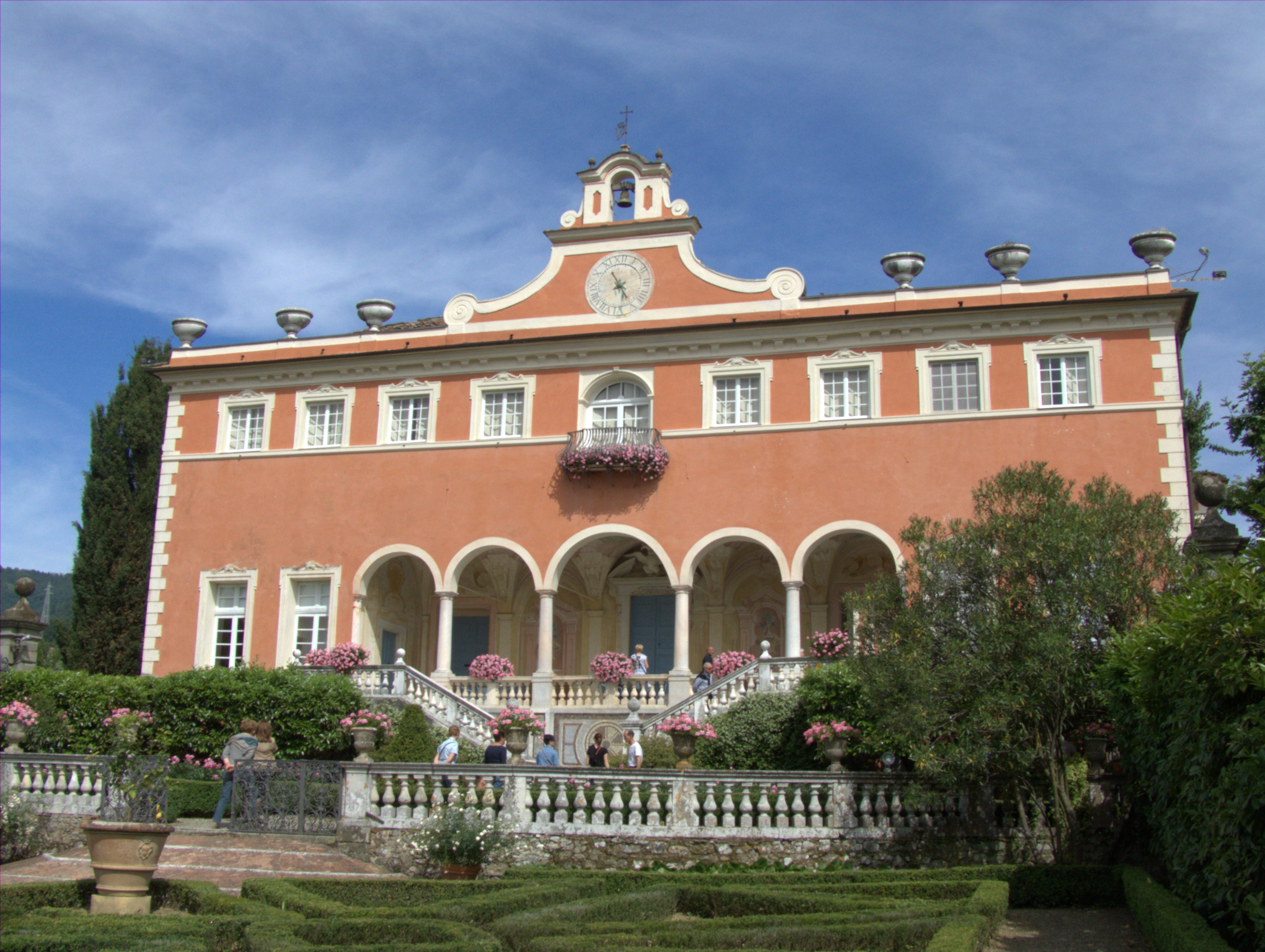
A Villa Malaspina di Caniparola (Fosdinovo), a legszebb Lunigiana városában

Leon Battista Albertivel és értekezéseivel (De re aedificatoria, majd Villa) újra felfedezték a külvárosi villát mint városi lakóházakkal kapcsolatos szórakozási és szabadidős helyszínt. Vitruvius és más szerzők építési tanácsok egész sorát vették át, némi kiegészítéssel és új pontosítással. Az első teljesen reneszánsz stílusban épült villa a fiesoléi Villa Medici, ahol először hiányoznak a középkori várakra és rusztikus épületekre jellemző katonai és védelmi stílus. Néhány évtizeddel később Lorenzo il Magnifico megkérte Giuliano da Sangallót, hogy építse föl a Poggio a Caiano-i Medici-villát, amelyet mintaként használtak a későbbi építészeti fejlesztésekhez. A kifelé nyitás új koncepciója alapvető (a középkori védekező bezárkózáshoz képest), a kertek pótolhatatlan kapoccsá válnak a ház és maga a természet között.
Toszkánából a villa fogalma elterjedt más itáliai udvarokban is: Rómában, Ferrarában, Mantovában, Milánóban és másutt. A 14. és 15. században Itáliában a „villa” ismét egy vidéki házat jelentett, olykor a családi hatalom székhelyét, mint a Villa Caprarola esetében, amelyet gyakrabban szezonális ünnepekre terveztek, és általában úgy helyezték el, hogy könnyen megközelíthető a városból.
Számos villa épült nem messze Rómától a 16. században: a Villa Madama, amelynek tervét Raffaellónak tulajdonítják és annak halála után Giulio Romano 1524-25-ben fejezte be. Ez egyike volt a valaha épített magánlakasoknak; a 19. századig megjelentek a villákban a Villa Madamából származó elemek. A Villa Albani a Porta Salaria közelében épült. Mások pl. a Villa Borghese híres kertjeivel; a Villa Doria Pamphilj (1650) vagy a III. Gyula pápa számára épült Villa Giulia (1550), Vignola tervei alapján.
Frascati dombjai között épült a Villa Aldobrandini (1592), a Villa Falconieri és a Villa Mondragone.
A Tivoli közelében található Villa d'Este teraszos kertjei vízi látványosságaikról híresek (pl. Liszt Ferenc zongoraetűdje), és ugyanilyen jól ismert az 1540-ben épült Villa Medici Rómában, a Pincio-dombon.
Toszkánában a 16. század végén I. Ferdinánd toszkánai nagyherceg Bernardo Buontalentivel fejeztette be a Medici-villák rendszerét, valódi területirányító központokat, amelyeket a nagyhercegek használtak utazásaik során, valamint a virágzó helyi mezőgazdasági ipar központjait.
Liguriában Galeazzo Alessi munkássága kiemelkedik a területhez való kivételes építészeti adaptációjával: a villa tájba való vizuális nyitása, befejezéseként dupla loggiában van megoldva, a földszinten a tenger felé és a felső szinten a hegyek felé, erősítve a ligur táj jellegzetességeit.

## Palladio villái
A 16. század végén az Andrea Palladio (1508–1580) által Vicenza területén, és a Brenta völgyén végig tervezett villák a Velencei Köztársaság területén befolyásos példák maradtak több mint négy évszázadon át. Palladio a kibővített villáiban gyakran egyesítette a rusztikus melléképületeket (az úgynevezett barchessát) egyetlen építészetté, mint például a vedelagói Villa Emo Fanzolo esetében, így egy nagy homlokzatot hozott létre, magas szcenográfiai hatással. A villa központi része pedig funkcionális értelemben vertikálisan tagolódik, a szolgáltatások a teljes alsó szintet elfoglalták. A földszinten a díszlépcső, a loggia része, egy pronaosz, s egy timpanon, a római templomokból kölcsönzött elemek.

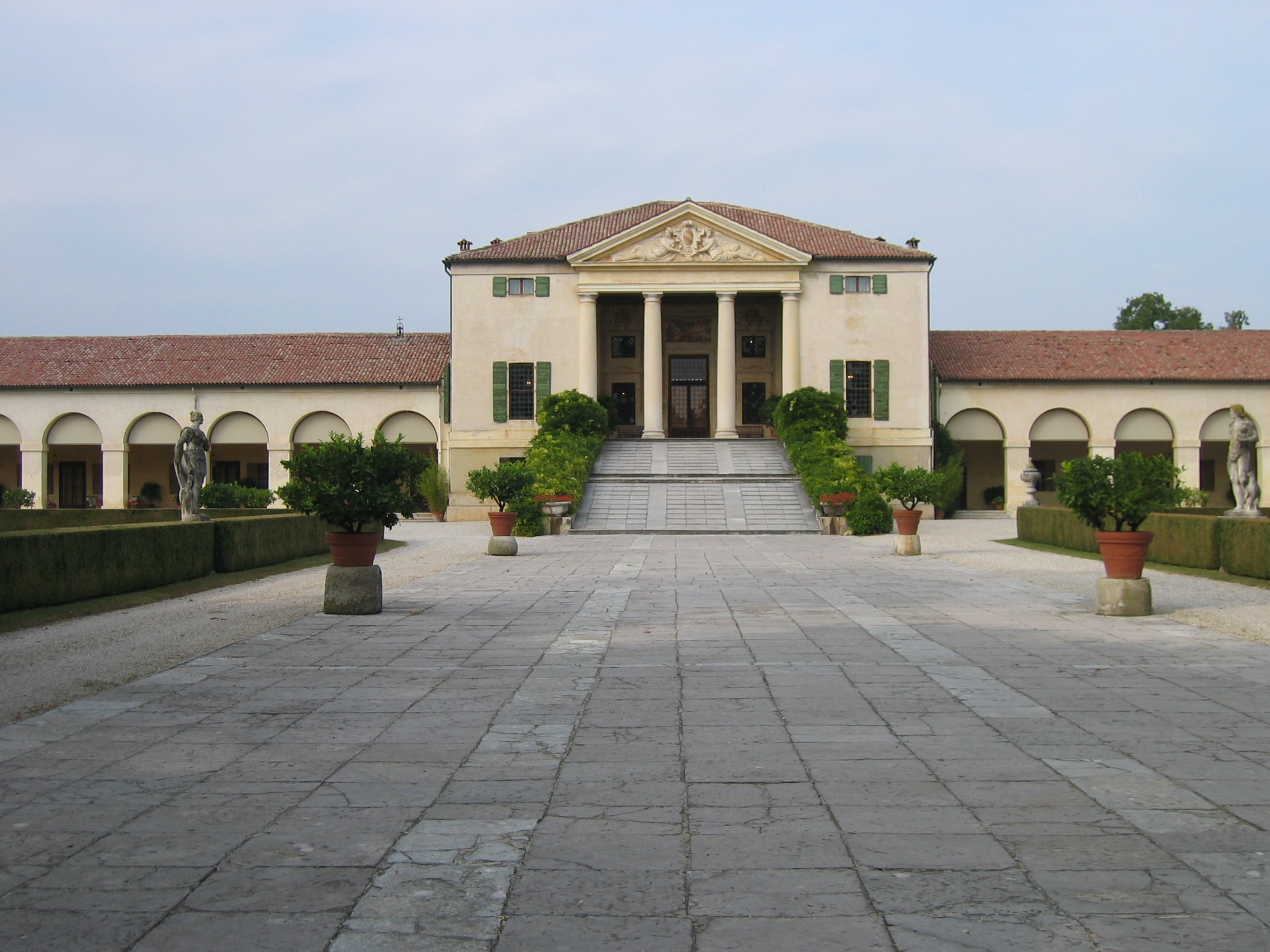
A Villa Emo Fanzolo Vedelagóban (Treviso megye)
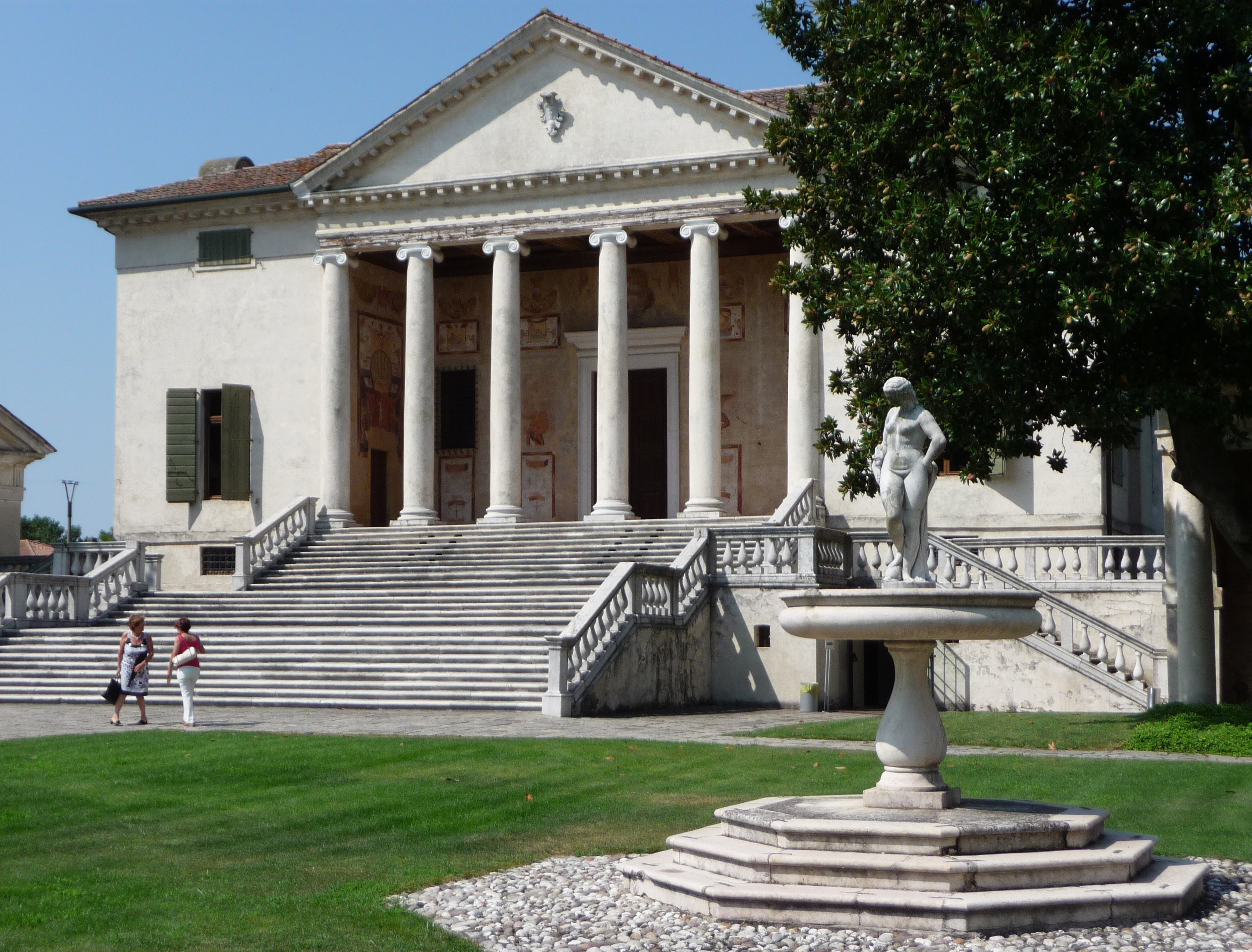
A Villa Badoer Fratta Polesinében (Rovigo megye)
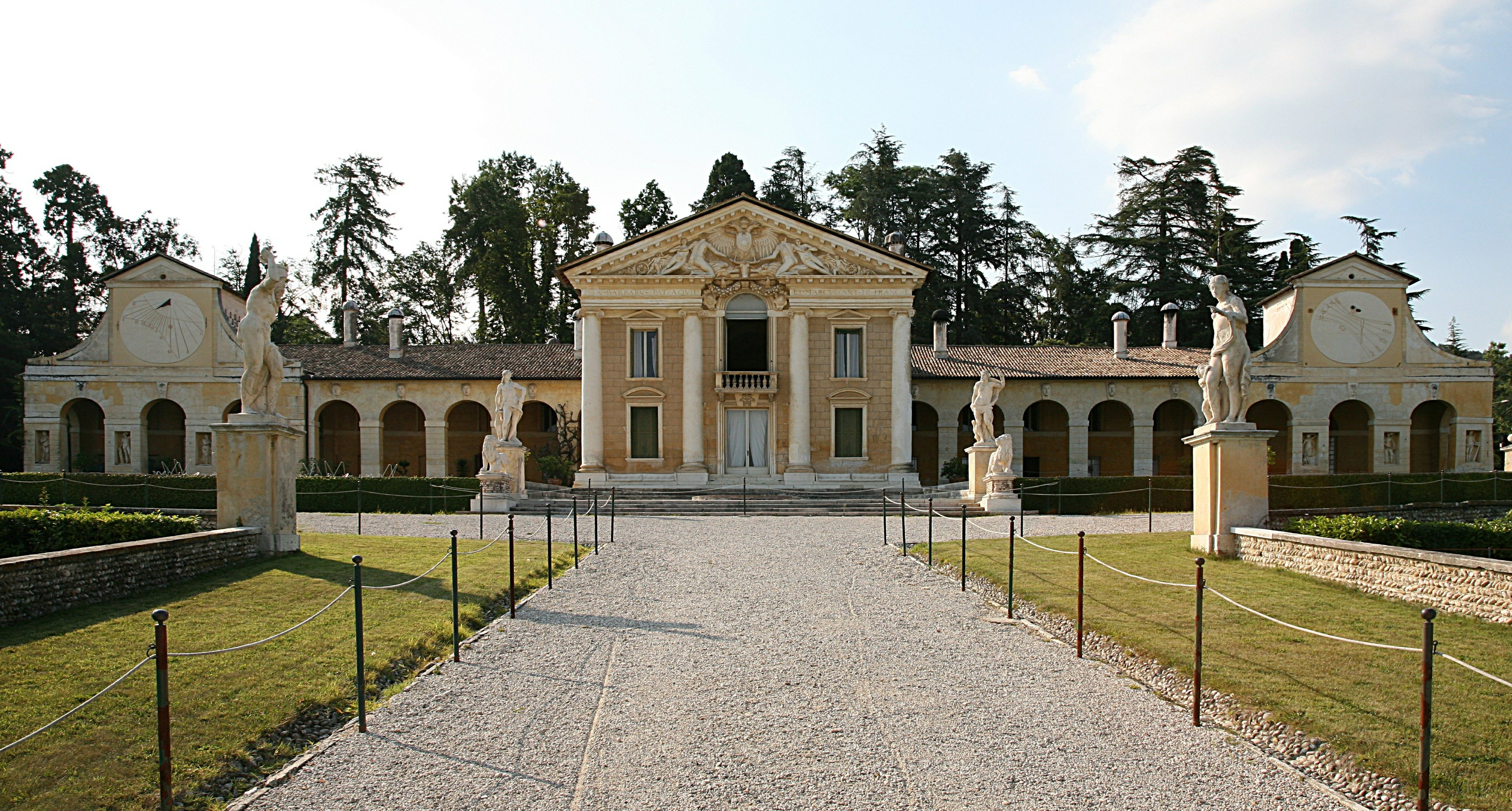
A Villa Barbaro Maserben (Treviso megye)
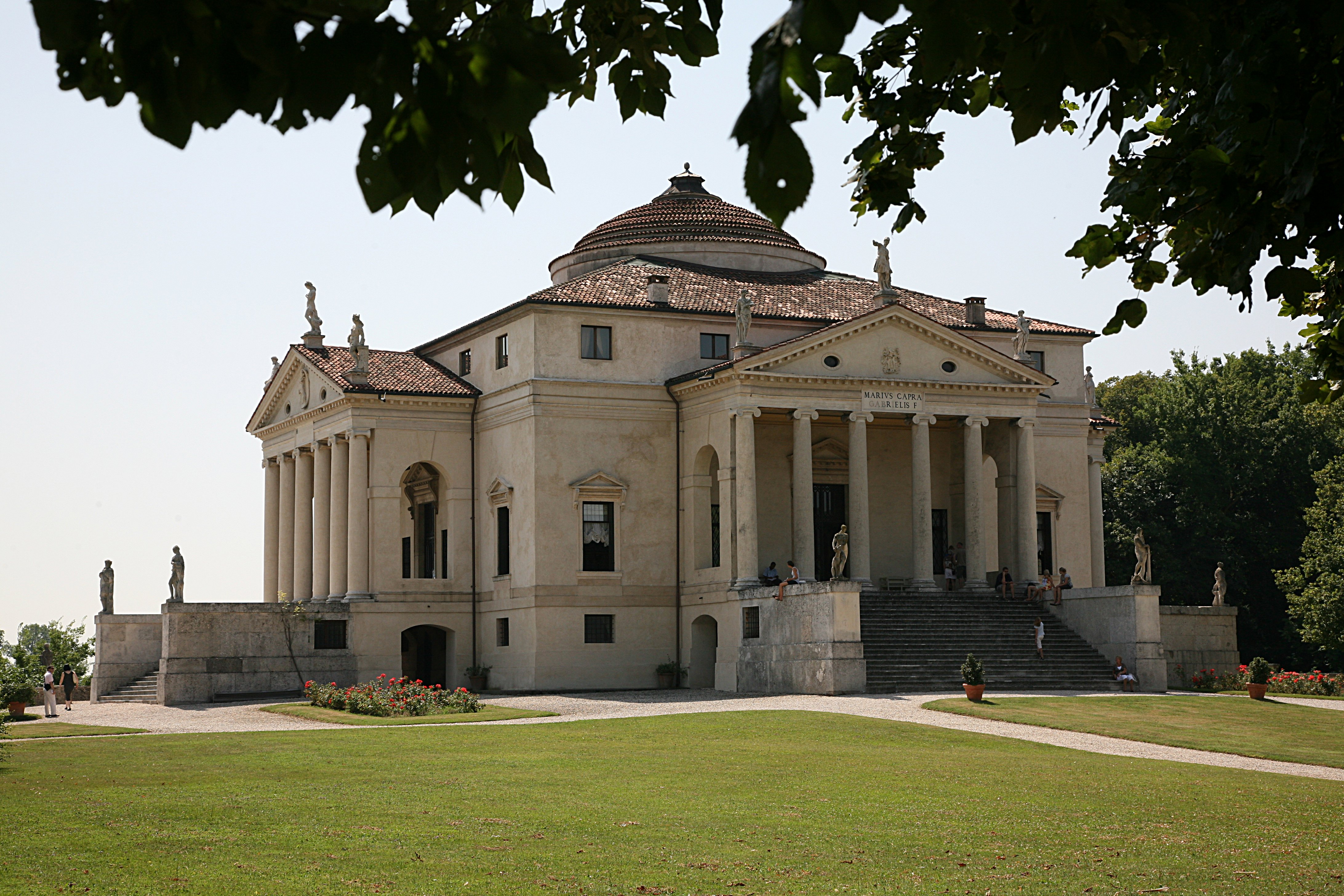
A Villa Almerico Capra, Andrea Palladio La Rotonda néven ismert épülete Vicenzában

## Az angol villa

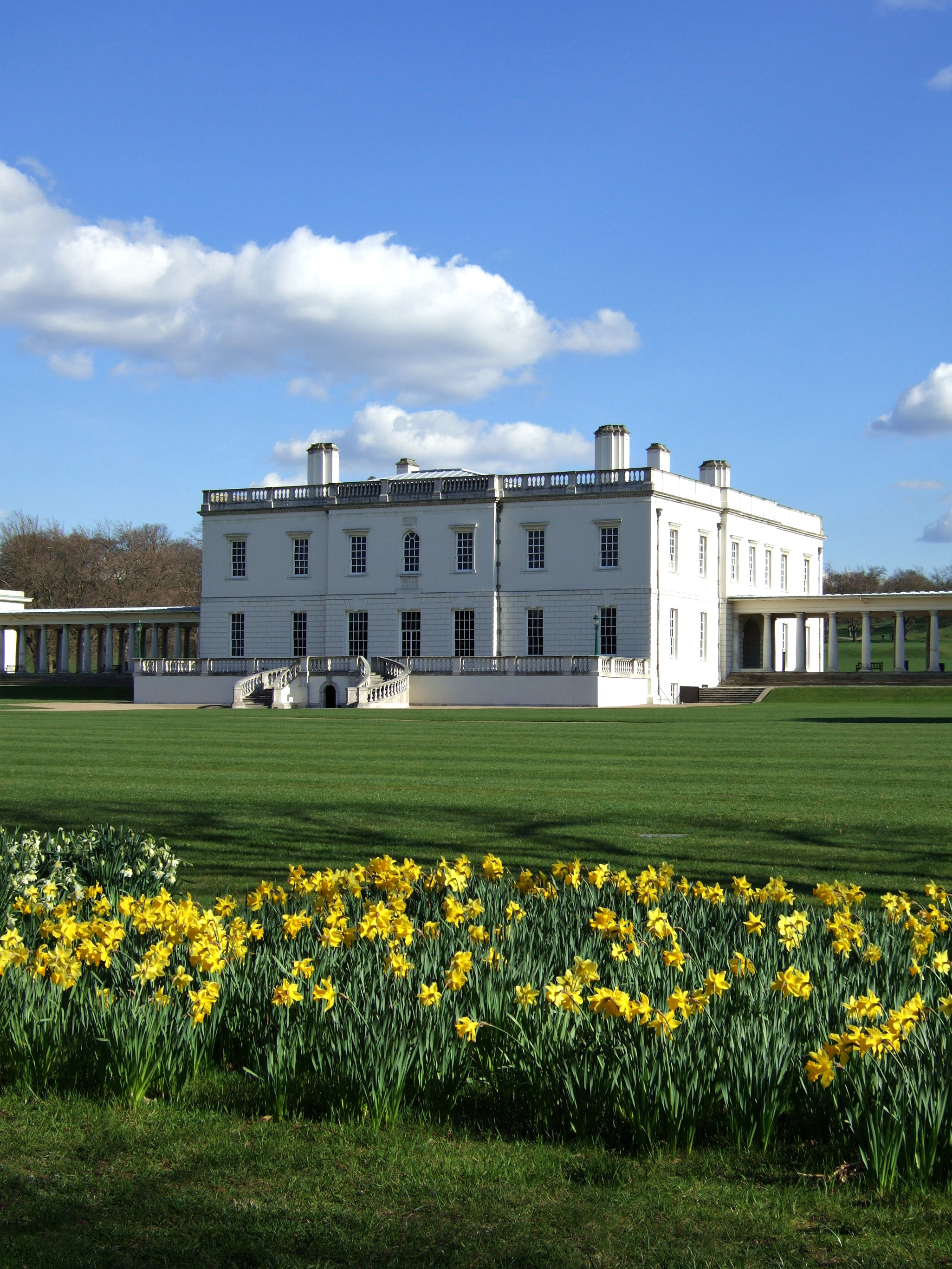
A Greenwichben található Queen's House az első neopalladiánus villa Angliában 1616-tól kezdődően épült Inigo Jones terve alapján

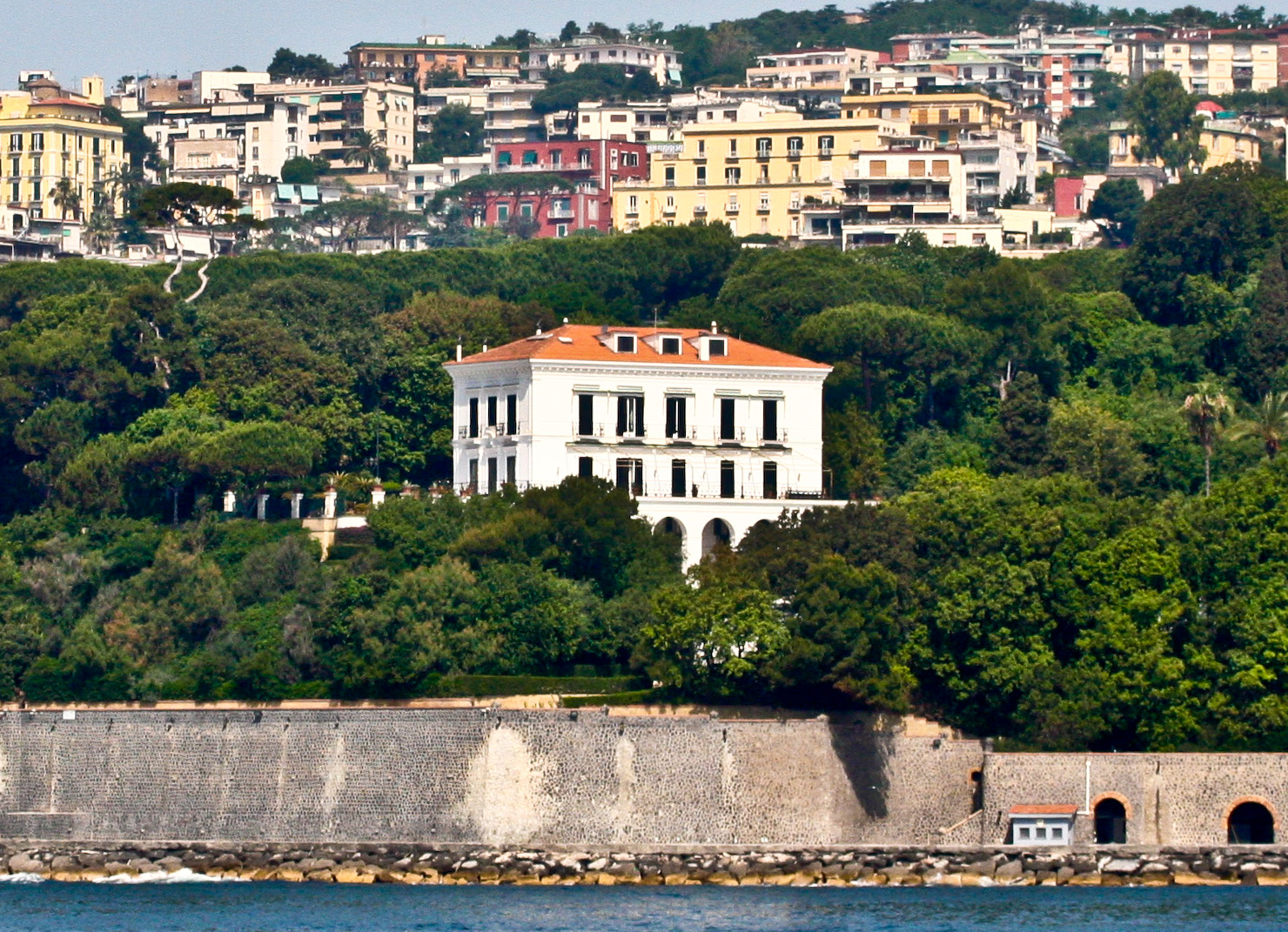
A Villa Rosebery, Posillipo-fok (Nápoly)

A 18. századi Angliában is megnőtt az ilyen típusú építészet tere, és a kifejezést az angol nyelv is átvette. Palladio tisztelői és utánzói, például Inigo Jones munkájának köszönhetően hamarosan számos neopalladiánus villa született a Temze völgyében, köztük a Marble Hill House is.
Az Egyesült Államokban Thomas Jefferson charlottesville-i virginiai Monticello villája tekinthető e tipológia első tengerentúli példájának. Míg a Fehér Ház az olasz Palladio-villák másolata.

## A tizenkilencedik század és a modern kor villája
A 19. században a „villa” kifejezést kiterjesztették minden olyan külvárosi házra, amely nyílt vidéken, elszigetelten állt, szemben a zárt házsorokkal.
Amikor a 20. században félig elszigetelt villákat építettek, a kifejezés elvesztette eredeti jelentését. A külvárosi villa az első világháború után bungalóvá vált.
Azonban fontos művek, amelyek ebbe a tipológiába sorolhatók, továbbra is a modern építészethez kötődnek, amelyeket olyan építészek terveztek és építettek, mint Frank Lloyd Wright, Richard Neutra, Le Corbusier.

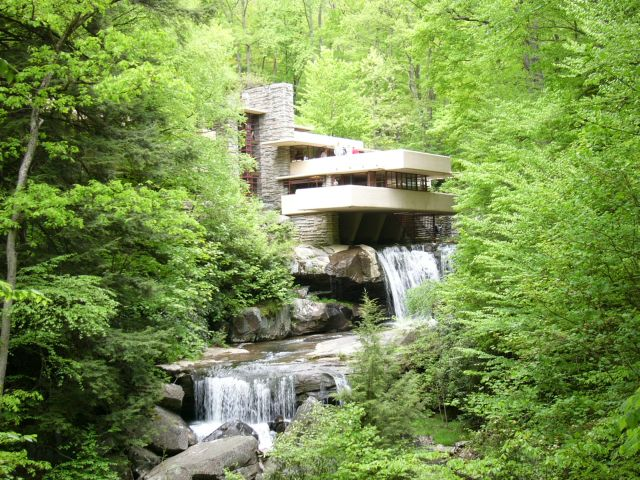
Frank Lloyd Wright: Ház a vízesésnél (Fallingwater), 1936

- Ház a vízesésnél (Fallingwater) (Pennsylvania, Egyesült Államok) Frank Lloyd Wright
- Villa Savoye, Poissy (Franciaország), készítette: Le Corbusier
- Villa Tugendhat Brnóban (Cseh Köztársaság), Ludwig Mies van der Rohe

## Bibliográfia
- Giuseppe Lugli e Raffaello Fagnoni: VILLA, in Italian Encyclopedia, Róma, Institute of the Italian Encyclopedia, 1937
- A 16. századi velencei villák tájképfestészetéről, valamint az építészet és a természet kapcsolatáról lásd Sören Fischer: Das Landschaftsbild als gerahmter Ausblick in den venezianischen Villen des 16. Jahrhunderts – Sustris, Padovano, Veronese, Palladio und die illusionistische Landschaftsmalerei, Petersberg, 2014 ISBN 978-3-86568-847-7 (németül)

## Fordítás
- Ez a szócikk részben vagy egészben  a   Villa című olasz Wikipédia-szócikk ezen változatának fordításán alapul.  Az eredeti cikk szerkesztőit annak laptörténete sorolja fel. Ez a jelzés csupán a megfogalmazás eredetét és a szerzői jogokat jelzi, nem szolgál a cikkben szereplő információk forrásmegjelöléseként.

## Egyéb projektek
- Wikizionario tartalmak a «villa» szócikken
- Wikimedia Commons tartalmaz képeket vagy más fájlokat a villa címen